# 海南東環鉄道

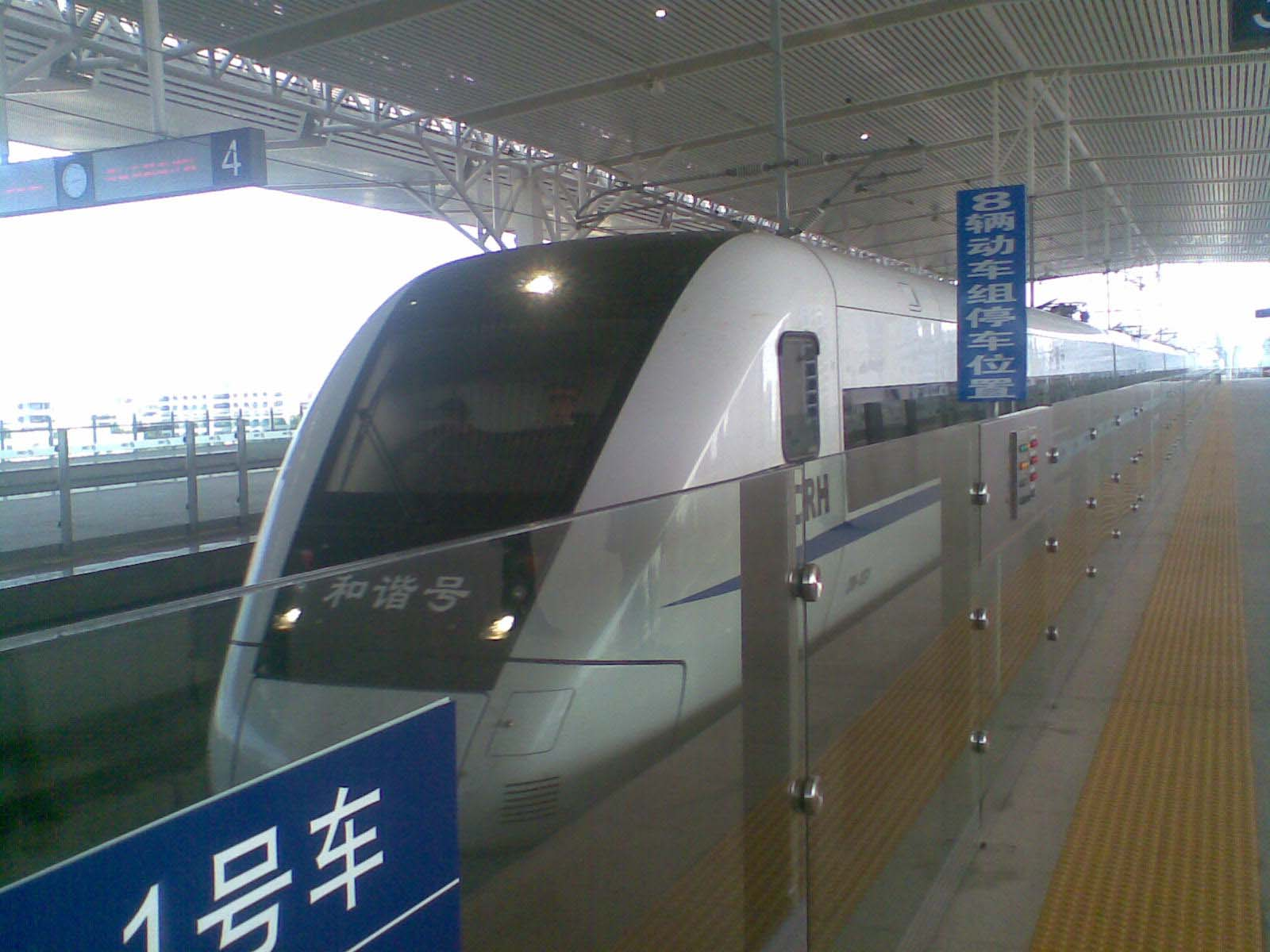
海口東駅に到着するCRH1

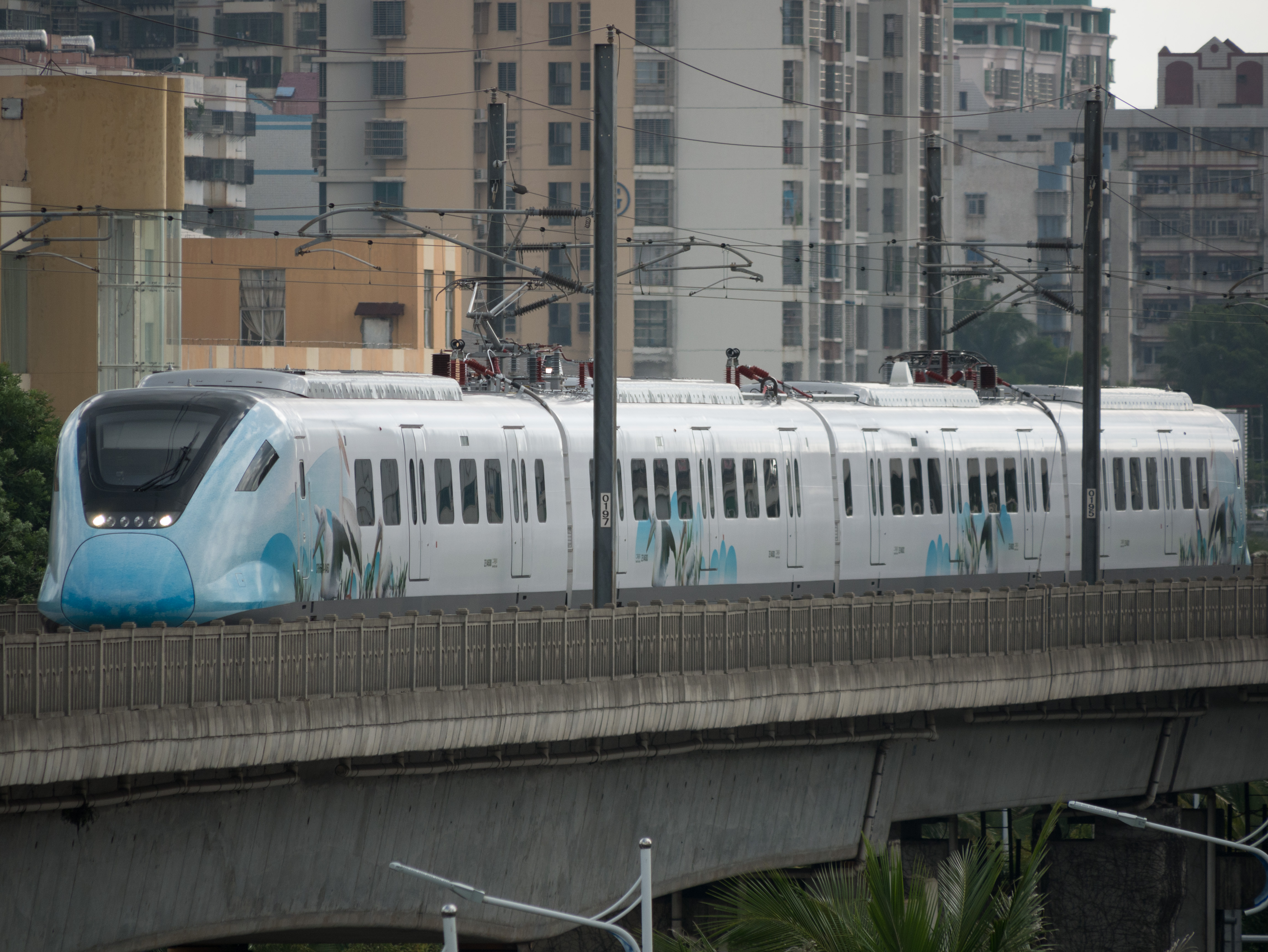
都市部高架通過中のCRH6F型列車

海南東環鉄道（かいなんとうかんてつどう、中文表記: 海南东环铁路、英文表記: Hainan Eastern Ring Railway）は中華人民共和国海南省の高速鉄道路線である。海南東環高速鉄道（海南东环高速铁路）などとも呼ばれる。海口市と三亜市とを結び、途中、海南島東岸の文昌市、瓊海市、万寧市、陵水リー族自治県を経由する。

## 概要
海南東環鉄道は、中国の高速鉄道の中では、「都市間鉄道」（城际铁路）に分類される。2007年7月30日に鉄道部と広州鉄路集団公司、海南省発展控股有限公司が共同出資し、海南東環鉄路有限公司が設立された。2007年9月29日に着工、2010年12月30日に開通した。総事業費は202.24億元であり、これは海南島の交通への投資プロジェクトとしては過去最大のものであった(2015年12月30日に開業した海南西環高速鉄道の総事業費は271億元)。資金は鉄道部と海南省政府の共同出資である。
複線電化であり、電車列車による旅客運輸を主とする。路線全長は302kmで、設計上の最高速度は250km/hである(ただし、海口～海口東間はほぼ道路上の高架線を走り、急曲線もあるため、最高速度は120km/hに制限される)。初期には15駅が設けられ、海口駅、海口東駅、三亜駅が都市間列車の始発着駅となっている。また、海口駅から美蘭駅までは都市交通用にも用いられるため、全線を通して海南東環軽軌（海南东环轻轨）と呼ばれることもある。
全区間の所要時間は最短で1時間57分である。これは高速道路を利用した場合の約3時間から1時間ほど短縮された。また海南東環鉄道は、海南島東海岸側の最初の鉄道である。
2019年7月1日から海口駅ー美蘭駅間運行する郊外通勤列車運用開始。

## 歴史
- 2007年7月30日 - 海南東環鉄路有限公司設立。
- 2007年9月29日 - 着工。
- 2010年12月30日 - 開業。

## 使用車両
CRH380A型電車1編成とCRH1型電車5編成が使用されていたが、現在はCRH1A-A型電車に置き換えられている。

## 駅一覧
- 背景色が■で、かつ斜体字で表示している駅は現在未開業。

| 駅名     | 駅名         | 駅名        | 駅間 キロ | 累計 キロ | 接続路線・備考            | 所在地 | 所在地           | 所在地           |
| 日本語   | 簡体字中国語 | 英語        | 駅間 キロ | 累計 キロ | 接続路線・備考            | 所在地 | 所在地           | 所在地           |
| -------- | ------------ | ----------- | --------- | --------- | ------------------------- | ------ | ---------------- | ---------------- |
| 海口駅   | 海口站       | Haikou      | -         | 0         | ■粤海線 ■海南西環高速鉄道 | 海南省 | 海口市           | 秀英区           |
| 長流駅   | 长流站       | Changliu    | 10        | 10        |                           | 海南省 | 海口市           | 秀英区           |
| 秀英駅   | 秀英站       | Xiuying     | 5         | 15        |                           | 海南省 | 海口市           | 秀英区           |
| 城西駅   | 城西站       | Chengxi     | 5         | 20        |                           | 海南省 | 海口市           | 龍華区           |
| 海口東駅 | 海口东站     | Haikou East | 4         | 24        |                           | 海南省 | 海口市           | 瓊山区           |
| 美蘭駅   | 美兰站       | Meilan      | 14        | 38        |                           | 海南省 | 海口市           | 美蘭区           |
| 東寨湾駅 | 东寨湾站     | Dongzhaiwan | 未開業    | 未開業    |                           | 海南省 | 海口市           | 瓊山区           |
| 文昌駅   | 文昌站       | Wenchang    |           | 89        |                           | 海南省 | 文昌市           | 文昌市           |
| 馮家湾駅 | 冯家湾站     | Fengjiawan  | 未開業    | 未開業    |                           | 海南省 | 文昌市           | 文昌市           |
| 瓊海駅   | 琼海站       | Qionghai    |           | 139       |                           | 海南省 | 瓊海市           | 瓊海市           |
| 博鰲駅   | 博鳌站       | Bo'ao       |           | 147       |                           | 海南省 | 瓊海市           | 瓊海市           |
| 和楽駅   | 和乐站       | Hele        |           | 152       |                           | 海南省 | 万寧市           | 万寧市           |
| 山根駅   | 山根站       | Shan'gen    | 未開業    | 未開業    |                           | 海南省 | 万寧市           | 万寧市           |
| 万寧駅   | 万宁站       | Wanning     |           | 193       |                           | 海南省 | 万寧市           | 万寧市           |
| 神州駅   | 神州站       | Shenzhou    |           | 215       |                           | 海南省 | 万寧市           | 万寧市           |
| 日月湾駅 | 日月湾站     | Riyuewan    | 未開業    | 未開業    |                           | 海南省 | 万寧市           | 万寧市           |
| 陵水駅   | 陵水站       | Lingshui    |           | 242       |                           | 海南省 | 陵水リー族自治県 | 陵水リー族自治県 |
| 高峰駅   | 高峰站       | Gaofeng     | 未開業    | 未開業    |                           | 海南省 | 陵水リー族自治県 | 陵水リー族自治県 |
| 海棠湾駅 | 海棠湾站     | Haitangwan  | 未開業    | 未開業    |                           | 海南省 | 三亜市           | 三亜市           |
| 亜龍湾駅 | 亚龙湾站     | Yalongwan   |           | 296       | 計画時は田独駅            | 海南省 | 三亜市           | 三亜市           |
| 三亜駅   | 三亜站       | Sanya       |           | 308       | ■粤海線 ■海南西環高速鉄道 | 海南省 | 三亜市           | 三亜市           |